# Michaeloplia minuta
Michaeloplia minuta är en skalbaggsart som beskrevs av Marc Lacroix 1997. Michaeloplia minuta ingår i släktet Michaeloplia och familjen Melolonthidae. Inga underarter finns listade i Catalogue of Life.